# Administrativní dělení Chile
Chile je unitární stát, který je rozdělen do 16 územně-správních jednotek – regionů. Ty se dále dělí na 56 provincií a 346 komun (španělsky comuna, český obdobný výraz může být kraj nebo okres). Rozmístění chilského obyvatelstva je značně nerovnoměrné. Více než 50 % populace žije pouze ve 2 regionech, které zaujímají méně jak 5 % rozlohy státu. Naopak regiony na jihu a severu země jsou osídleny jen řídce. Chile si formálně nárokuje i část Antarktidy (tzv. Chilské antarktické území), kvůli platnosti Antarktické smlouvy tento nárok však prakticky neuskutečňuje a nevymáhá.

## Regiony
| Pořadí sever-jih | Číslo (do r. 2018) | Region              | Hlavní město      | Rozloha       | % rozlohy Chile | Populace (2017) | % obyvatel Chile | Hustota zalidnění (ob./km²) | Počet provincií | Počet komun |
| ---------------- | ------------------ | ------------------- | ----------------- | ------------- | --------------- | --------------- | ---------------- | --------------------------- | --------------- | ----------- |
| 1                | XV                 | Arica a Parinacota  | Arica             | 16 873,3 km²  | 2,23 %          | 226 068         | 1,29 %           | 13,4                        | 2               | 4           |
| 2                | I                  | Tarapacá            | Iquique           | 42 225,8 km²  | 5,58 %          | 330 558         | 1,88 %           | 7,8                         | 2               | 7           |
| 3                | II                 | Antofagasta         | Antofagasta       | 126 049,1 km² | 16,67 %         | 607 534         | 3,46 %           | 4,8                         | 3               | 9           |
| 4                | III                | Atacama             | Copiapó           | 75 176,2 km²  | 9,94 %          | 286 168         | 1,63 %           | 3,8                         | 3               | 8           |
| 5                | IV                 | Coquimbo            | La Serena         | 40 579,9 km²  | 5,63 %          | 757 586         | 4,31 %           | 18,7                        | 3               | 15          |
| 6                | V                  | Valparaíso          | Valparaíso        | 16 396,1 km²  | 2,16 %          | 1 815 902       | 10,33 %          | 111,3                       | 8               | 38          |
| 7                | RM                 | Metropolitní region | Santiago de Chile | 15 403,2 km²  | 2,03 %          | 7 112 808       | 40,47 %          | 462,0                       | 6               | 52          |
| 8                | VI                 | Bernardo O'Higgins  | Rancagua          | 16 387,0 km²  | 2,16 %          | 914 555         | 5,20 %           | 55,9                        | 3               | 33          |
| 9                | VII                | Maule               | Talca             | 30 296,1 km²  | 4,00 %          | 1 044 950       | 5,95 %           | 34,5                        | 4               | 30          |
| 10               | XVI                | Ñuble               | Chillán           | 13 178,5 km²  | 1,74 %          | 480 609         | 2,73 %           | 36,5                        | 3               | 9           |
| 11               | VIII               | Bío-Bío             | Concepción        | 23 890,2 km²  | 3,16 %          | 1 556 805       | 8,86 %           | 65,2                        | 3               | 54          |
| 12               | IX                 | Araukánie           | Temuco            | 31 842,3 km²  | 4,21 %          | 957 224         | 5,45 %           | 30,1                        | 2               | 33          |
| 13               | XIV                | Los Ríos            | Valdivia          | 18 429,5 km²  | 2,43 %          | 384 837         | 2,19 %           | 21,1                        | 2               | 12          |
| 14               | X                  | Los Lagos           | Puerto Montt      | 48 583,6 km²  | 6,42 %          | 828 708         | 4,72 %           | 17,1                        | 4               | 28          |
| 15               | XI                 | Aysén               | Coyhaique         | 108 494,4 km² | 14,35 %         | 103 158         | 0,59 %           | 1,0                         | 4               | 10          |
| 16               | XII                | Magallanes          | Punta Arenas      | 132 291,1 km² | 17,49 %         | 166 533         | 0,95 %           | 1,3                         | 4               | 11          |
|                  |                    | Chile               | Santiago de Chile | 756 096,3 km² | 100 %           | 17 574 003      | 100 %            | 23,24                       | 56              | 346         |

## Provincie
- region Arica a Parinacota
  - Provincie Arica
  - Provincie Parinacota
- region Tarapacá
  - Provincie Iquique
  - Provincie El Tamarugal
- region Antofagasta
  - Provincie Antofagasta
  - Provincie El Loa
  - Provincie Tocopilla
- region Atacama
  - Provincie Chañaral
  - Provincie Copiapó
  - Provincie Huasco
- region Coquimbo
  - Provincie Choapa
  - Provincie Elqui
  - Provincie Limarí
- region Valparaíso
  - Provincie Isla de Pascua
  - Provincie Los Andes
  - Provincie Petorca
  - Provincie Quillota
  - Provincie San Antonio
  - Provincie San Felipe de Aconcagua
  - Provincie Valparaíso
  - Provincie Marga Marga
- Metropolitní region
  - Provincie Chacabuco
  - Provincie Cordillera
  - Provincie Maipo
  - Provincie Melipilla
  - Provincie Santiago
  - Provincie Talagante
- region Libertador General Bernardo O'Higgins
  - Provincie Cachapoal
  - Provincie Cardenal Caro
  - Provincie Colchagua
- region Maule
  - Provincie Cauquenes
  - Provincie Curicó
  - Provincie Linares
  - Provincie Talca
- region Ñuble
  - Provincie Itata
  - Provincie Diguillín
  - Provincie Punilla
- region Bío-Bío
  - Provincie Arauco
  - Provincie Biobío
  - Provincie Concepción
- region Araucanía
  - Provincie Cautín
  - Provincie Malleco
- region Los Ríos
  - Provincie Valdivia
  - Provincie Ranco
- region Los Lagos
  - Provincie Chiloé
  - Provincie Llanquihue
  - Provincie Osorno
  - Provincie Palena
- region Aysén
  - Provincie Aysén
  - Provincie Capitán Prat
  - Provincie Coihaique
  - Provincie General Carrera
- region Magallanes a Chilská Antarktida
  - Provincie Chilská Antarktida
  - Provincie Magallanes
  - Provincie Ohňová země (Tierra del Fuego)
  - Provincie Poslední naděje (Última Esperanza)